# NHK油谷テレビ中継局
NHK油谷テレビ中継局（エヌエイチケイゆやテレビちゅうけいきょく）は、山口県長門市油谷に置かれていたNHK山口放送局のテレビジョン中継局である。

## 概要
- 当中継局は、長門市油谷蔵小田字掛渕の極楽寺上に置かれており、旧油谷町（向津具半島西部を除く）をカバーしていたが、受信環境の整備等で2010年3月12日で廃止となった。

## 送信施設概要（廃止時点）
| 放送局名          | チャンネル | 空中線電力        | ERP  | 放送対象地域 | 放送区域内世帯数 | 偏波面   |
| NHK山口総合テレビ | 39ch-      | 映像1W /音声250mW | 不明 | 山口県       | 不明             | 水平偏波 |
| NHK山口教育テレビ | 41ch-      | 映像1W /音声250mW | 不明 | 全国         | 不明             | 水平偏波 |

- チャンネルは、2局とも下関局と同一であった。